# Peor empresa del año
Los premios Peor Empresa del Año son unos galardones críticos organizados por la organización española de consumidores FACUA de forma anual desde 2010. Existen tres categorías: peor empresa del año, peor anuncio del año y peor práctica empresarial del año. Para cada categoría FACUA selecciona cinco candidaturas tras analizar las quejas que recibe de los consumidores en su página web. Los usuarios posteriormente disponen de un plazo para elegir la candidatura ganadora a través de una votación web.

## Premiados

### Peor empresa del año
| Año  | Empresas  | Empresas      | Motivos descritos por FACUA | Referencias       |
| ---- | --------- | ------------- | --- | ----------------- |
| 2010 | Premiada  | Movistar      | Elevadas tarifas, prácticas abusivas y deficiente servicio de atención a las reclamaciones.                                                                                      | [ 2 ] [ 3 ] [ 1 ] |
| 2010 | Nominadas | Air Comet     | Paralizó su actividad dejando en tierra a miles de pasajeros sin dar respuesta, ofrecer vuelos alternativos ni indemnizarles por los perjuicios causados.                        | [ 2 ] [ 3 ] [ 1 ] |
| 2010 | Nominadas | Orange        | Precios excesivos, ofertas engañosas, abusos a los consumidores y deficiente servicio de atención a las reclamaciones.                                                           | [ 2 ] [ 3 ] [ 1 ] |
| 2010 | Nominadas | Ryanair       | Mal servicio de atención a reclamaciones, ofertas engañosas y elevadas tarifas por llevar equipaje.                                                                              | [ 2 ] [ 3 ] [ 1 ] |
| 2010 | Nominadas | Vodafone      | Publicidad engañosa, precios elevados y deficiente servicio de atención a reclamaciones.                                                                                         | [ 2 ] [ 3 ] [ 1 ] |
| 2011 | Premiada  | Movistar      | Publicidad engañosa, tarifas excesivas y deficiente servicio de atención a las reclamaciones.                                                                                    | [ 4 ] [ 5 ]       |
| 2011 | Nominadas | Bankinter     | Promoción de oscuros productos financieros. | [ 4 ] [ 5 ]       |
| 2011 | Nominadas | Power Balance | Estafa, venta de supuestos productos milagrosos. | [ 4 ] [ 5 ]       |
| 2011 | Nominadas | Ryanair       | Incumplimiento sistemático de la legislación, numerosos abusos y fraudes hacia los pasajeros y mal servicio de atención a reclamaciones.                                         | [ 4 ] [ 5 ]       |
| 2011 | Nominadas | Vodafone      | Ofertas fraudulentas, altas no solicitados, precios excesivos y mal servicio de atención a reclamaciones.                                                                        | [ 4 ] [ 5 ]       |
| 2012 | Premiada  | Movistar      | Ofertas engañosas, tarifas excesivas y deficiente servicio de atención al cliente.                                                                                               | [ 6 ] [ 7 ]       |
| 2012 | Nominadas | Bankia        | Imponer una comisión de 2 euros al mes a los clientes que no superen los 2000 euros de saldo y mantener congelada la inversión de los afectados por participaciones preferentes. | [ 6 ] [ 7 ]       |
| 2012 | Nominadas | CAM           | Prejubilaciones millonarias de cinco altos directivos del banco tras su rescate con dinero público.                                                                              | [ 6 ] [ 7 ]       |
| 2012 | Nominadas | Ryanair       | Por actuar bajo su propia ley y por pedir a un juez que impidiera a FACUA decir que comete "fraudes millonarios", "toma el pelo" y "se burla" de los usuarios.                   | [ 6 ] [ 7 ]       |
| 2012 | Nominadas | Vodafone      | Altas no solicitadas, ofertas fraudulentas y mal servicio de atención a reclamaciones.                                                                                           | [ 6 ] [ 7 ]       |

### Peor anuncio del año
| Año  | Anuncio   | Anuncio                                               | Motivos descritos por FACUA | Referencias         |
| ---- | --------- | ----------------------------------------------------- | --- | ------------------- |
| 2010 | Premiado  | «Si eres legal, eres legal» del Ministerio de Cultura | Equipara el acceso gratuito a obras culturales a través de vías como las redes P2P con actos temerarios, vandálicos o delictivos.                                                                                              | [ 2 ] [ 8 ] [ 9 ]   |
| 2010 | Nominados | Actimel de Danone                                     | Presentación como producto milagroso. | [ 2 ] [ 8 ] [ 9 ]   |
| 2010 | Nominados | Frenadol de McNeil                                    | Sexismo. | [ 2 ] [ 8 ] [ 9 ]   |
| 2010 | Nominados | Silueta de Bimbo                                      | Sexismo y presentación como producto milagroso | [ 2 ] [ 8 ] [ 9 ]   |
| 2010 | Nominados | Vodafone Passport de Vodafone                         | Al contrario de lo que sugiere el anuncio, las llamadas con roaming son más caras que las llamadas nacionales. Además, no aplica las condiciones de su tarifa más común.                                                       | [ 2 ] [ 8 ] [ 9 ]   |
| 2011 | Premiado  | Pagarés de Nueva Rumasa                               | Anuncios engañosos para dar una impresión falsa de credibilidad. | [ 4 ] [ 10 ] [ 11 ] |
| 2011 | Nominados | Actimel de Danone                                     | Presentación como producto milagroso. | [ 4 ] [ 10 ] [ 11 ] |
| 2011 | Nominados | Club Natura                                           | Producto milagroso (basado en la magnoterapia), fraude. | [ 4 ] [ 10 ] [ 11 ] |
| 2011 | Nominados | Font Vella Ecológica                                  | Induce al ahorro y a la ecología con argumentos discutibles. | [ 4 ] [ 10 ] [ 11 ] |
| 2011 | Nominados | ADSL de Vodafone                                      | Publicidad engañosa, uso de letra pequeña para ocultar cláusulas desfavorables. | [ 4 ] [ 10 ] [ 11 ] |
| 2012 | Premiado  | «Asamblea» de Movistar                                | Utiliza la imagen del 15-M para tratar de transmitir que la empresa toma las decisiones por consenso de sus usuarios. | [ 6 ] [ 12 ]        |
| 2012 | Nominados | Activia con Bífidus ActiRegularis de Danone           | Presentación como producto milagroso. | [ 6 ] [ 12 ]        |
| 2012 | Nominados | AppleCare Protection Plan, de Apple                   | Por dar a entender una garantía de un año (menor que la que marca la ley) para lucrarse con la venta de ampliaciones a través de un seguro.                                                                                    | [ 6 ] [ 12 ]        |
| 2012 | Nominados | Tarifa Tranquilidad, de Endesa                        | Publicidad engañosa. | [ 6 ] [ 12 ]        |
| 2012 | Nominados | «Más por menos» de Metro de Madrid                    | Con la subida del 50% en el precio del sencillo aún reciente, el anuncio alardea del bajo precio del Metro de Madrid respecto de otras grandes ciudades, pero FACUA critica que no se comparasen también los salarios mínimos. | [ 6 ] [ 12 ]        |

### Peor práctica empresarial del año
| Año  | Prácticas empresariales | Prácticas empresariales                                                                                                   | Motivos descritos por FACUA | Referencias         |
| ---- | ----------------------- | --- | --- | ------------------- |
| 2010 | Premiada                | Spam telefónico | Por llamar a horas intempestivas, no respetar las peticiones de los consumidores de no volver a ser molestados y utilizar números ocultos.       | [ 2 ] [ 3 ]         |
| 2010 | Nominadas               | Cláusulas suelo en las hipotecas                                                                                          | Por aplicar el sector bancario unas cláusulas que no mencionó en su publicidad para evitar bajar las cuotas de forma paralela al Euribor.        | [ 2 ] [ 3 ]         |
| 2010 | Nominadas               | Cobrar por atender consultas y reclamaciones                                                                              | Por utilizar numerosas empresas teléfonos de tarificación adicional para lucrarse con las consultas y reclamaciones de los usuarios.             | [ 2 ] [ 3 ]         |
| 2010 | Nominadas               | Recargos de las compañías aéreas                                                                                          | Por la generalización de tales recargos y porque algunos de los servicios con recargo aparecen preseleccionales en la contratación por Internet. | [ 2 ] [ 3 ]         |
| 2010 | Nominadas               | Irregularidades en las facturas eléctricas                                                                                | Por la aplicación irregular de la subida de tarifas de enero de 2009 a meses anteriores.                                                         | [ 2 ] [ 3 ]         |
| 2011 | Premiada                | Negativa de las eléctricas a lanzar ofertas competitivas.                                                                 | | [ 4 ] [ 13 ]        |
| 2011 | Nominadas               | Altas fraudulentas en la recepción de SMS de pago.                                                                        | | [ 4 ] [ 13 ]        |
| 2011 | Nominadas               | Incumplimiento del plan de sustitución de contadores de la luz                                                            | | [ 4 ] [ 13 ]        |
| 2011 | Nominadas               | Penalizaciones abusivas por las bajas en contratos de móvil                                                               | | [ 4 ] [ 13 ]        |
| 2011 | Nominadas               | Altas ilegales en registros de morosos por deudas falsas.                                                                 | | [ 4 ] [ 13 ]        |
| 2012 | Premiada                | Reparto de bonus a directivos de bancos rescatados.                                                                       | | [ 6 ] [ 14 ] [ 15 ] |
| 2012 | Nominadas               | Negativa por parte de muchas empresas y administraciones públicas a facilitar teléfonos de atención al cliente gratuitos. | Porque el uso de números 901 o 902 supone que se lucran a costa de las reclamaciones.                                                            | [ 6 ] [ 14 ] [ 15 ] |
| 2012 | Nominadas               | Desahucio de afectados por el impago de hipotecas.                                                                        | | [ 6 ] [ 14 ] [ 15 ] |
| 2012 | Nominadas               | Cierre repentino de compañías aéreas con el abandono de viajeros.                                                         | Por el desamparo en que esta práctica deja a los clientes.                                                                                       | [ 6 ] [ 14 ] [ 15 ] |
| 2012 | Nominadas               | Fraude de las participaciones preferentes.                                                                                | Porque muchos bancos comercializaron un producto financiero complejo y de alto riesgo como una inversión segura.                                 | [ 6 ] [ 14 ] [ 15 ] |